# Diego Hernández
Diego Manuel Hernández González, noto semplicemente come Diego Hernández (Montevideo, 22 giugno 2000), è un calciatore uruguaiano, centrocampista dell'Everton in prestito dal Botafogo.

## Caratteristiche tecniche
È un centrocampista offensivo.

## Carriera
Cresciuto nel settore giovanile dei Montevideo Wanderers, nel luglio del 2020 è stato promosso in prima squadra firmando un contratto professionistico della durata di tre anni. Ha debuttato il 12 settembre 2020 disputando l'incontro di Primera División Profesional perso 2-1 contro il Plaza Colonia.

## Statistiche
Statistiche aggiornate al 19 ottobre 2020.

### Presenze e reti nei club
| Stagione        | Squadra              | Campionato      | Campionato | Campionato | Coppe nazionali | Coppe nazionali | Coppe nazionali | Coppe continentali | Coppe continentali | Coppe continentali | Altre coppe | Altre coppe | Altre coppe | Totale | Totale | Totale |
| Stagione        | Squadra              | Comp            | Pres       | Reti       | Comp            | Pres            | Reti            | Comp               | Pres               | Reti               | Comp        | Pres        | Reti        | Pres   | Reti   |        |
| --------------- | -------------------- | --------------- | ---------- | ---------- | --------------- | --------------- | --------------- | ------------------ | ------------------ | ------------------ | ----------- | ----------- | ----------- | ------ | ------ | ------ |
| 2020            | Montevideo Wanderers | PD              | 19         | 2          |                 | -               | -               |                    | -                  | -                  |             | -           | -           | 19     | 2      |        |
| 2021            | Montevideo Wanderers | PD              | 22         | 2          |                 | -               | -               | CL                 | 2                  | 0                  | SU          | 0           | 0           | 24     | 2      |        |
| 2022            | Montevideo Wanderers | PD              | 30         | 4          |                 | -               | -               | CS                 | 6                  | 0                  |             | -           | -           | 36     | 4      |        |
| 2023            | Montevideo Wanderers | PD              | 13         | 5          |                 | -               | -               |                    | -                  | -                  |             | -           | -           | 13     | 5      |        |
| Totale carriera | Totale carriera      | Totale carriera | 84         | 13         |                 | -               | -               |                    | 8                  | 0                  |             | 0           | 0           | 92     | 13     |        |